# Rasm al-Ward
Rasm al-Ward – wieś w Syrii, w muhafazie Hama. W 2004 roku liczyła 483 mieszkańców.